# Pak Yong-sik
Pak Yong-sik (Corea del Nord, 1950) è un generale e politico nordcoreano, Ministro delle forze armate popolari (Ministro della difesa) della Corea del Nord dal 2015 al 2018, è stato il 6° ministro della difesa ad essere nominato da Kim Jong-un, è anche membro della Commissione militare centrale del Partito del Lavoro di Corea.

## Biografia
Pak è stato nominato vice-direttore del dipartimento politico dell'Armata del popolo coreano prima del 2015, avendo precedentemente servito come ufficiale del Ministero della sicurezza popolare. È stato promosso a generale nell'aprile 2015, e poco tempo dopo ha assunto la carica di ministro delle forze armate popolari dopo che il suo predecessore Hyon Yong-chol era stato degradato per insubordinazione. La sua promozione è stata resa pubblica l'11 luglio, ciò nonostante data esatta della sua nomina rimane sconosciuta.
nel giugno 2018, è stato annunciato che Pak era stato licenziato appena una settimana prima del Vertice tra Stati Uniti e Corea del Nord del 2018, ed era stato rimpiazzato nella sua posizione da No Kwang-chol, il primo vice-ministro delle forze armate popolari.